# Zaischnopsis unifasciata
Zaischnopsis unifasciata är en stekelart som först beskrevs av William Harris Ashmead 1904.  Zaischnopsis unifasciata ingår i släktet Zaischnopsis och familjen hoppglanssteklar. Inga underarter finns listade i Catalogue of Life.